# Wes Farrell

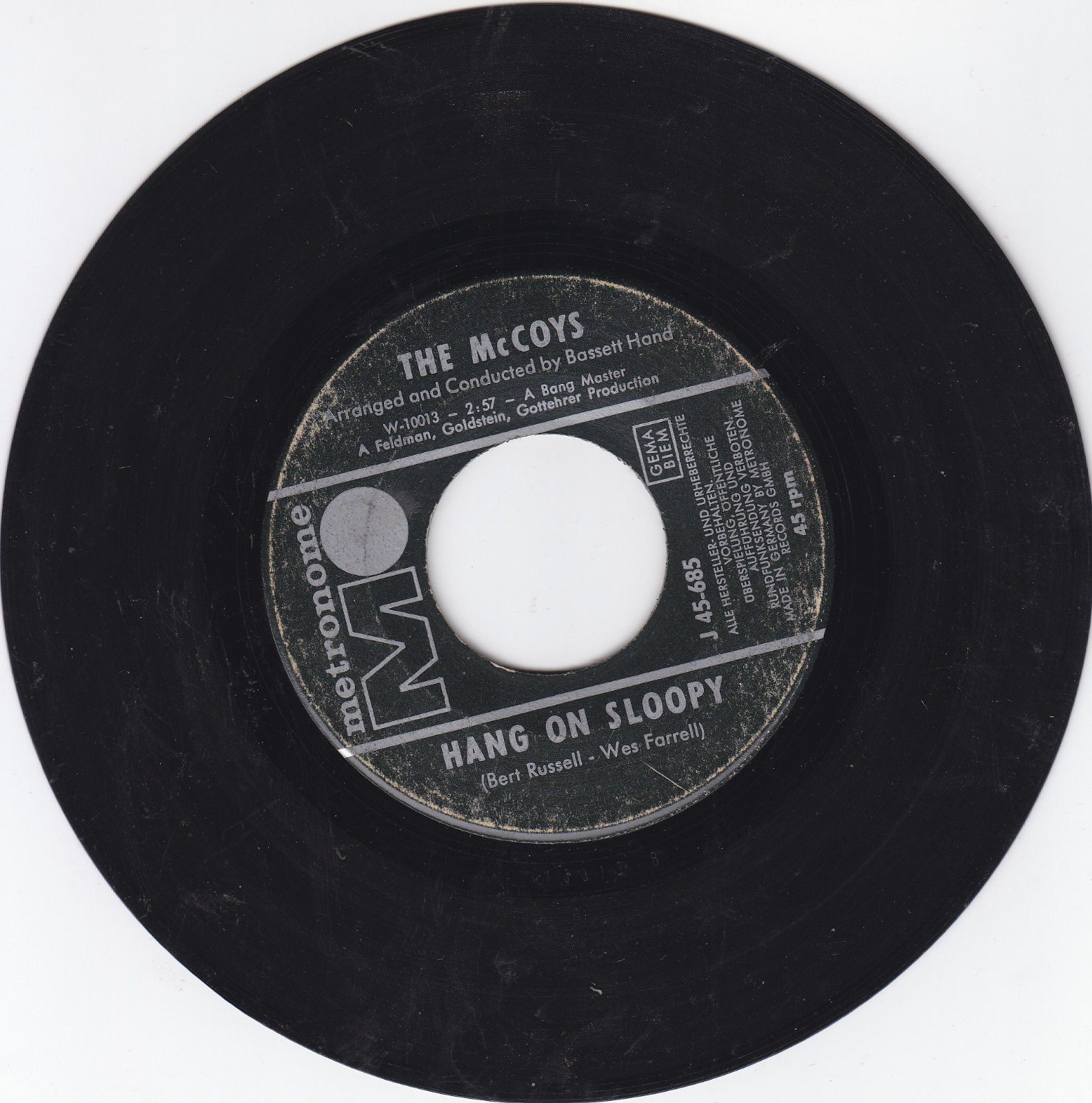
The McCoys: Hang On Sloopy, geschrieben von Wes Farrell und Bert Russell, veröffentlicht 1964

Wes Farrell (* 21. Dezember 1939 in New York City; † 29. Februar 1996 in Miami, Florida) war ein US-amerikanischer Musiker, Songwriter und Musikproduzent.

## Leben
Die Karriere des gebürtigen New-Yorkers Wes Farrell begann Ende der 1950er Jahre mit ersten Erfolgen als Songwriter, zu denen etwa sein zusammen mit Luther Dixon komponiertes Lied Boys (1960) für die Shirelles gehört, das 1963 auch von den Beatles aufgenommen wurde. 1965 schrieb er zusammen mit Bert Russell den Millionenhit Hang On Sloopy für die Popgruppe The McCoys, den er auch selbst produzierte.
Besonders bekannt wurde Farrell durch den Titelsong (Come On, Get Happy) und zahlreiche weitere Lieder für die von ihm mitproduzierte Fernsehserie Die Partridge Familie (1970–1974). Außer mit den beiden „Partridge“-Darstellern David Cassidy und Shirley Jones arbeitete Farrell unter anderem mit Neil Diamond, Barry Manilow, Wayne Newton, Timi Yuro und der Popgruppe Elephant’s Memory zusammen. Für die schottische Sängerin Lulu produzierte er deren Titellied The Man with the Golden Gun aus dem gleichnamigen James-Bond-Film. 1975 co-produzierte Farrell das einzige komplett in den USA entstandene Album von James Last, betitelt Well Kept Secret.
Insgesamt erhielt Farrell mehr als 100 Goldene Schallplatten. Als Musikproduzent arbeitete Farrell in den 1960er und 1970er Jahren für das 1954 entstandene Plattenlabel Bell Records; nach dessen Verkauf an Screen Gems gründete er das Label Chelsea Records. Mit seiner Firma Coral Rock Commercials produzierte er daneben die Musik für zahlreiche Fernsehwerbespots. 1992 gründete er den Musikverlag Music Entertainment Group (MEG), dessen Geschäftsführer er bis zu seinem Tod blieb.
Wes Farrell starb am 29. Februar 1996 in Coconut Grove, einem Stadtteil von Miami, an den Folgen einer Krebserkrankung.

## Familie
Farrell heiratete 1965 Joan Arthurs; aus der 1972 geschiedenen Ehe stammt eine Tochter. Seine 1974 geschlossene Ehe mit Frank Sinatras Tochter Tina Sinatra wurde 1978 geschieden. Von 1978 bis 1981 war Farrell mit der Schauspielerin Pamela Hensley verheiratet. Aus seiner vierten Ehe mit der Immobilienmaklerin Jean Inman gingen Sohn Wesley und Tochter Sky (1985–2014) hervor.